# Hermine David
Pour les articles homonymes, voir David.
Hermine David, de son vrai nom Hermine-Lionette Cartan-David, est une artiste peintre et graveuse française — membre de la Société des peintres-graveurs français — née le 19 avril 1886 dans le 17e arrondissement de Paris, morte le 1er décembre 1970 à Bry-sur-Marne.

## Biographie
Comme sa mère le lui rappela souvent, Hermine David pensa toute sa vie être le fruit de la relation d'une nuit de celle-ci avec un prince de Habsbourg.

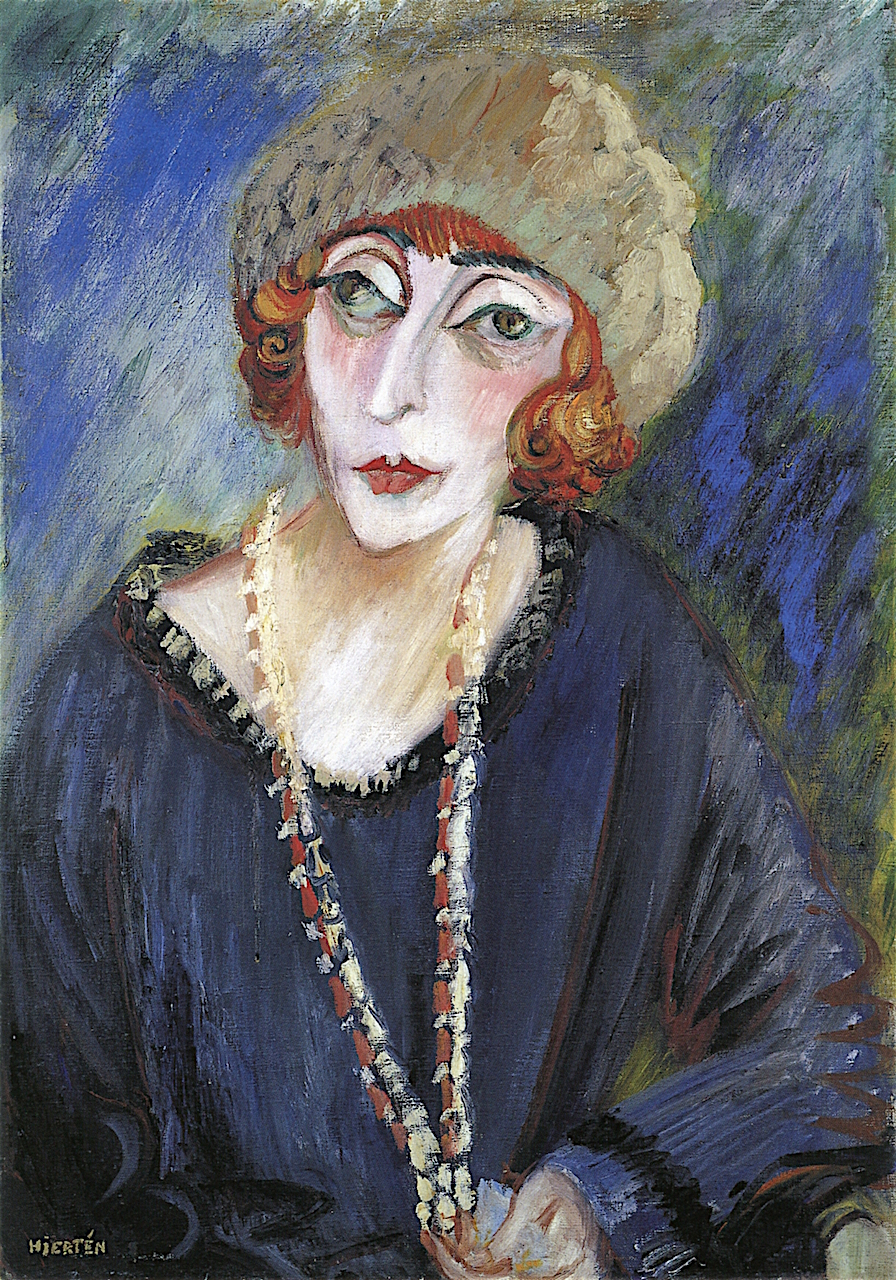
Sigrid Hjertén, Hermine David, 1922.

Membre de l'École de Paris de la première moitié du XXe siècle, elle entre à l'académie Julian où elle intègre l'atelier de Jean-Paul Laurens de 1902 à 1905.
En 1901, un accident, une baleine de corset reçue dans l'œil, la défigure, la dotant à vie d'yeux exorbités et globuleux,.
C'est en 1907 chez le marchand de tableaux Henri Bing qu'elle rencontre Jules Pascin, venu de Berlin, qui devient son mentor. Il traîne une réputation sulfureuse et ils vivront une relation tumultueuse du fait d'une seconde relation sentimentale que Pascin vit simultanément et sans dissimulation avec Lucy Krohg. Pascin et Hermine David mènent alors jusqu'en 1914 une vie de bohème, entourés d'amis : Georges Braque, Tsugouharu Foujita, Juan Gris, Moïse Kisling, et ceux du Bateau-Lavoir : Max Jacob, Suzanne Valadon, Maurice de Vlaminck.

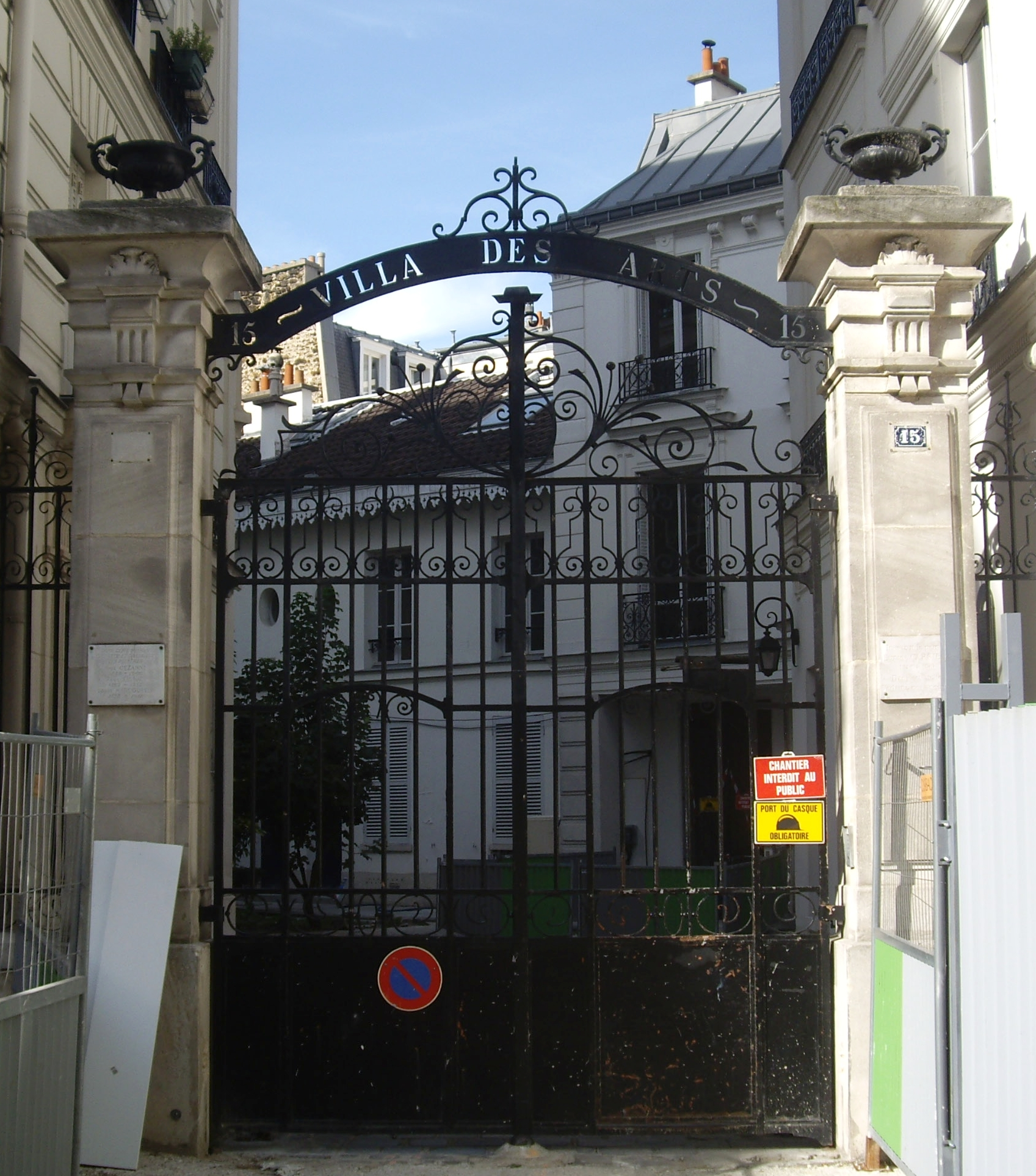
Villa des Arts, 15, rue Hégésippe-Moreau

La nationalité bulgare de Pascin (la Bulgarie est l'ennemie de la France dans la Première Guerre mondiale) le contraint à gagner les États-Unis en 1914. Six mois après son départ, Hermine le rejoint par le paquebot Lusitania et emménage avec lui à Brooklyn. Le regard puritain de l'Amérique sur le concubinage les fait se marier le 25 septembre 1918. Le marché de l'art leur fait néanmoins bon accueil et ils resteront à New York jusqu'en 1920. Ils voyagent alors en Floride, en Louisiane, en Caroline du Sud, au Texas, jusqu'au Mexique.
À Cuba, les frasques de Pascin les obligent en septembre 1920 à rentrer en France où le couple vit un temps au 15, rue Hégésippe-Moreau (la Villa des Arts), puis au 73, rue Caulaincourt, avant de se séparer,.
Paysagiste, qualifiée de post-impressionniste, Hermine David est aussi portraitiste. On lui doit, entre autres, le portrait de Kiki de Montparnasse,,.
David est une illustratrice très sollicitée par le monde de l'édition de 1926 à 1929. Une suractivité dans ce domaine qui la passionne (voir rubrique Livres illustrés ci-dessous) l'oblige au repos. Elle effectue, en 1929, une cure à Thonon-les-Bains (Haute-Savoie), avant de poursuivre dans les Pyrénées, à Barcelone et dans l'île de Majorque, périple dont elle rapporte de nombreux dessins et aquarelles,.

Portraits par Pascin
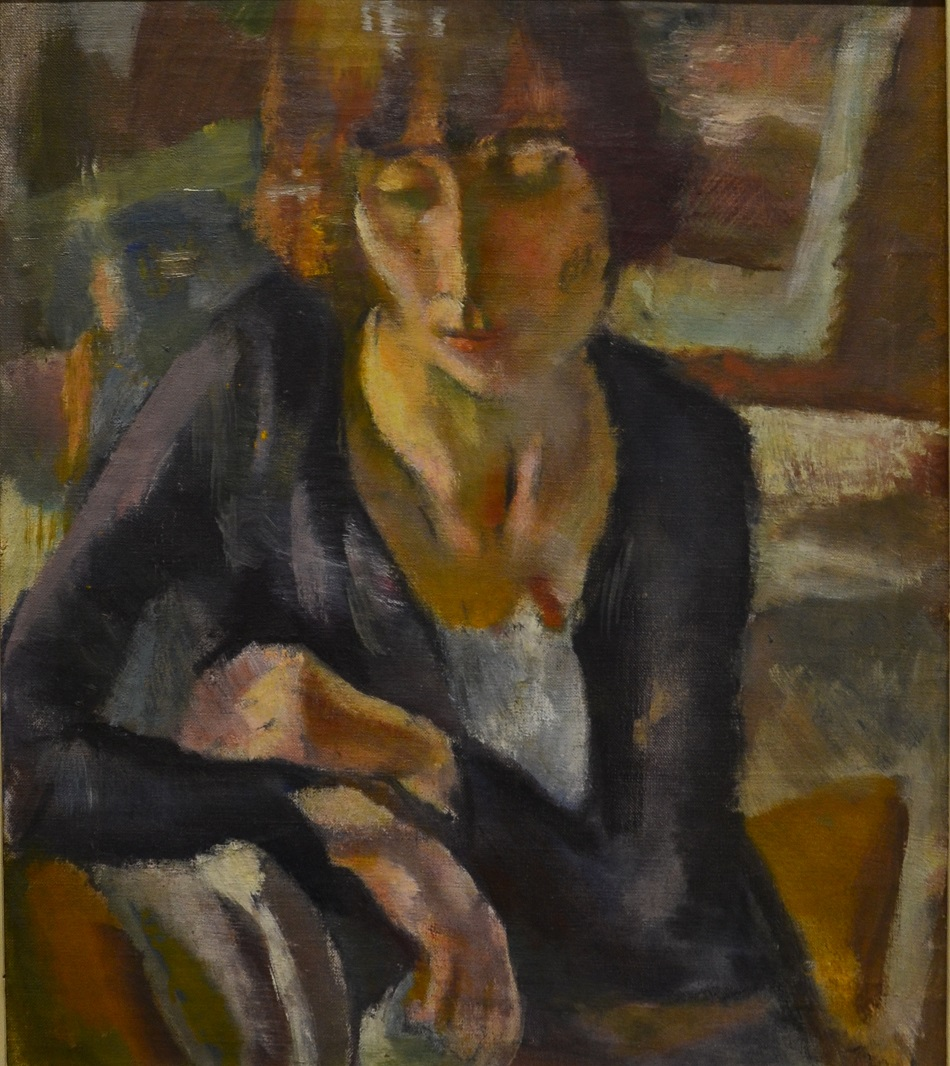
Musée des beaux-arts de Lyon.
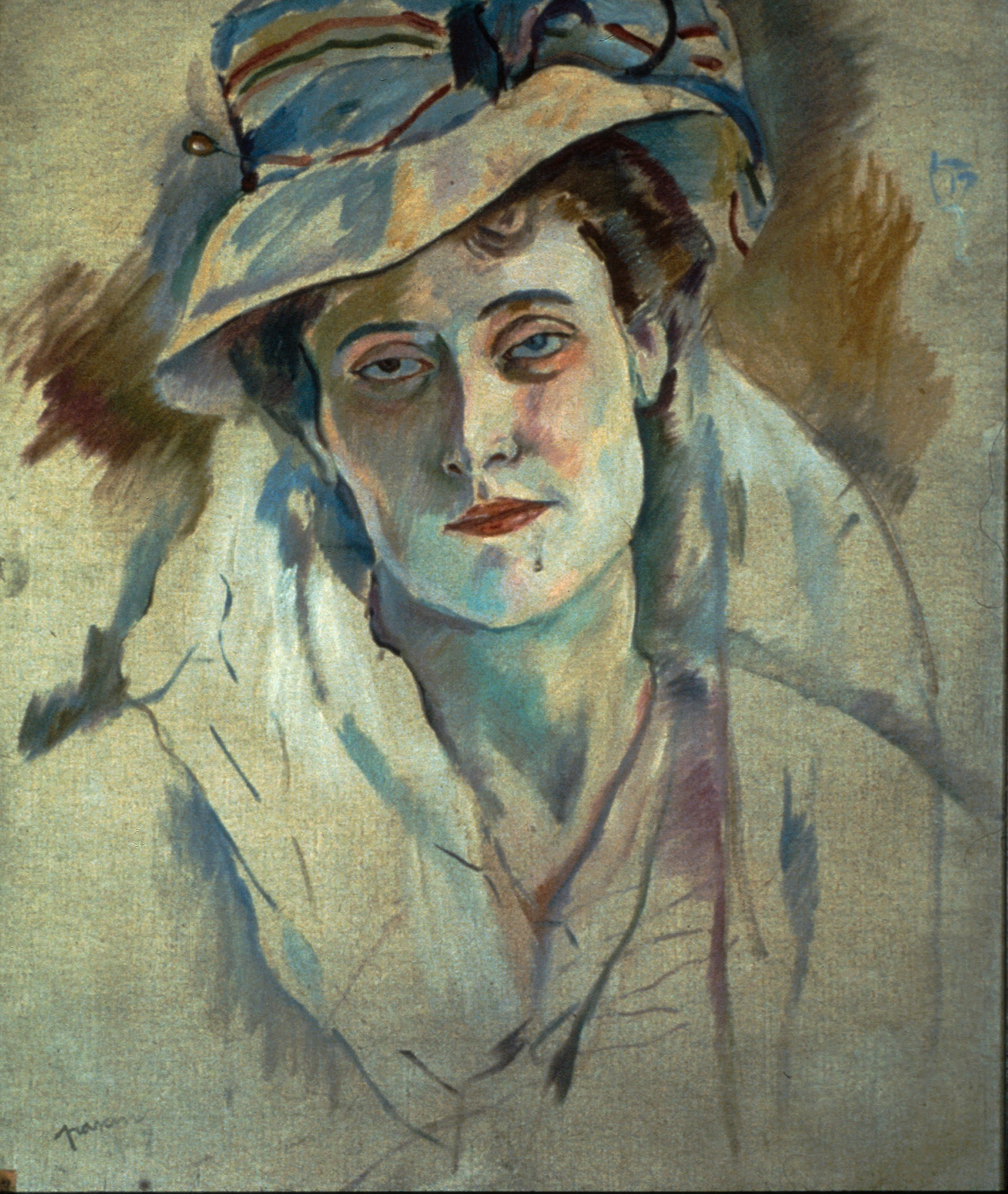
Art Institute of Chicago.

En 1930, Pascin se suicide, laissant un testament où il lègue tout en partage entre sa femme légitime, Hermine, et sa maîtresse Lucy Krohg,. Les deux femmes se réconcilient alors, Hermine se rapprochant de Lucy Krohg chez qui (10 bis Place Saint-Augustin) elle exposera jusque dans les années 1960. Après la mort de Pascin, Hermine David fait aussi plusieurs séjours de ressourcement spirituel en l'abbaye d'En-Calcat et y fait don de deux toiles Madone à l'enfant.
Elle participe de 1932 à 1936 aux expositions de la Société des femmes artistes modernes (FAM), créée en 1931 par Marie-Anne Camax-Zoegger.
À partir des années 1940, elle crée également des émaux de Limoges sur cuivre, œuvre dans l'art sacré et dans le décor des vases de Sèvres.
Elle participe en 1951, avec d'autres artistes, à la journée des femmes pour le désarmement.
En 1966, Hermine David se retire à la Maison nationale des artistes de Nogent-sur-Marne.

### Distinction
- Chevalier de la Légion d'honneur, 1932.

## Livres illustrés (sélection)
- Max Jacob, Adès, Editions Chroniques du Jour, Paris, 1923 (frontispice par Hermine David).
- Léon Moussinac, Dernière heure, poème, Librairie de France, Paris, 1923 (bois gravé en frontispice par Hermine David).
- André Maurois, Ariel ou la vie de Shelley, Editions Emile-Paul frères, Paris, 1924 (frontispice et vignettes par Hermine David).
- Jean Guignebert, Dix vieilles chansons, S.l.n.d., Paris, 1925 (illustrations par Hermine David).
- François Mauriac, Fabien, Editions Au Sans Pareil, Paris, 1926 (6 pointes-sèches par Hermine David).
- Jean Giraudoux, Elpénor, Editions Emile-Paul frères, Paris, 1926 (14 pointes-sèches d'Hermine David).
- Jean Giraudoux, Siegfried et le Limousin, Les Arts et les Livres, Paris, 1926 (en frontispice eau-forte d'Hermine David)
- Jean Giraudoux, Simon le Pathétique, Henri Jonquières, Paris, 1927 (pointes-sèches par Hermine David).
- Hugues Rebell, Les Nuits chaudes du Cap Français, Jonquières, Paris, 1927 (20 pointes-sèches par Hermine David).
- Tristan Derème, Le Zodiaque ou les étoiles de Paris, Editions Emile-Paul frères, 1927 (14 pointes-sèches d'Hermine David).
- Tristan Derème, Toulouse, Editions Emile-Paul frères, 1927 (frontispice par Hermine David).
- Paul Valéry, Francis Carco, Jean Giraudoux, Tristan Derème, Jean Cocteau, Max Jacob, André Suarès, André Warnod, Edmond Jaloux, Valery Larbaud, Paul Morand, Pierre Mac Orlan, André Salmon et Charles Vildrac, Tableaux de Paris, 225 exemplaires numérotés, imprimerie Duchâtel / Editions Emile-Paul frères, Paris, 1927 (14 eaux-fortes et six lithographies originales par Pierre Bonnard, Edmond Ceria, Jean-Gabriel Daragnès, Hermine David, Maurice de Vlaminck, Henry de Waroquier, André Dunoyer de Segonzac, Pierre Falké, Tsugouharu Foujita, Chas Laborde, Marie Laurencin, Albert Marquet, Charles Martin, Henri Matisse, Luc-Albert Moreau, Jean Oberlé, Jules Pascin, Georges Rouault, Maurice Utrillo, Kees van Dongen).
- Jules Barbey d'Aurevilly, Le beau Brummel, ou du dandysme (édition anglaise), Peter Davies, Londres, 1928 (8 pointes-sèches par Hermine David).
- Jean Giraudoux, Bella, Editions Emile-Paul frères, 1928 (18 pointes-sèches par Hermine David).
- Tristan Derème, L'Enfant perdu, Editions Emile-Paul frères, 1928 (frontispice par Hermine David).
- Tristan Derème, Dédicaces, Georges Andrieux, Paris, 1928 (pointe-sèche par Hermine David).
- André Billy, Banlieue sentimentale, Editions Crès, Paris, 1928 (eaux-fortes par Hermine David).
- Paul-Jean Toulet, La Jeune Fille verte, Editions Emile-Paul frères, Paris, 1928 (gravures par Hermine David).
- Paul-Jean Toulet, Les Trois Impostures, Editions Emile-Paul frères, 1929 (gravures sur cuivre par Hermine David).
- Paul Valery, Henri Massis, Jean Cocteau, Tristan Klingsor, Henri Béraud, De la musique avant toute chose, Edition du Tambourinaire, 1929 (5 bois originaux gravés par Hermine David).
- Kiki de Montparnasse (Alice Ernestine Prin, dite), Souvenirs de Kiki, Henri Broca éditeur, 1929, l'une des illustrations (portraits) par Hermine David.
- Alain-Fournier, Le Grand Meaulnes, Editions Emile-Paul Frères, 1930.
- Maurice Barrès, Un jardin sur l'Oronte, Librairie de la Revue Française, Alexis Redier éditeur, 1931 (6 pointes-sèches d'Hermine David).
- André Maurois, Byron (2 volumes), Editions Emile-Paul frères, 1931 (2 frontispices et vignettes par Hermine David).
- Eugène Fromentin, Dominique, Editions de Cluny, Paris, 1931 (en frontispice, burin par Hermine David).
- Jean Giono, Églogues, Éditions P.Q.G., Coutances, 1931 (4 pointes-sèches par Hermine David).
- Jean Giraudoux, Adorable Clio, Editions du Nord, Bruxelles, 1931 (illustrations d'Hermine David).
- Ouvrage collectif: Les colonies françaises, 21 illustrations par 21 artistes dont Hermine David, Jean Dufy, André Dignimont, Édouard Goerg, Pierre Hodé, André Lhote, tirage 921 exemplaires, Éditions de la Girage, 1931 (édité dans le cadre de l'Exposition coloniale de 1931).
- Gabriel Pierné, Giration, divertissement chorégraphique, Edition du Tambourinaire, Paris, 1934 (pointe-sèche par Hermine David).
- Colette, Abel Hermant, Abel Bonnard, Paul Morand, Affaires de cœur, Editions Laboratoire Nativelle, Paris, 1934 (illustrations par Hermine David, André Dignimont, Deluermoz et Jean Berque).
- Paul Verlaine, Romances sans paroles, Editions Pour les Bibliophiles du Palais, Paris, 1934 (3& pointes-sèches par Hermine David).
- Paul Verlaine, La Bonne Chanson, Creuzevault, 1936 (Pointes-sèches d'Hermine David).
- Paris, 1937, ouvrage collectif, 62 lithographies par 62 artistes, dont : Paul Claudel, Les églises de Paris, lithographies de Georges Desvallières et Hermine David, 500 exemplaires numérotés, Imprimerie Daragnès pour la ville de Paris, Exposition universelle de 1937.
- Théophile Gautier, Charles d'Orléans, Vio da Ilray, Francis Jammes, Pierre de Ronsard, Paul-Jean Toulet, Jean-Antoine de Baïf, Paul Verlaine, Guillaume Apollinaire, Gérard de Nerval, Poèmes des quatre saisons - Le printemps, Editions Odé, Paris, 1942 ((11 lithographies et 10 pointes-sèches par Hermine David).
- Lucien Chopard, Léon Bertin, Jacques Berlioz, Docteur P. Laurent, Les migrations animales, collection L'avenir de la science, Gallimard, 1942 (eau-forte par Hermine David).
- Charles d'Orléans, La Fleur des rondeaux, Editions Henri Jonquières, Paris, 1942 (6 pointes-sèches par Hermine David).
- Pearl Buck, La Mère, Editions Emile-Paul frères, 1942 (4 eaux-fortes par Hermine David).
- Rainer Maria Rilke, Les cahiers de Malte Laurids Bridge, Editions Emile-Paul frères, 1942 (25 pointes-sèches par Hermine David).
- Paul Verlaine, Sagesse, Creuzevault, Paris, 1943 (48 illustrations gravées sur cuivre par Hermine David).
- Madame de Lafayette, La Princesse de Clèves (édition anglaise), The Nonesuch Press, Londres, 1943 (10 illustrations par Hermine David).
- Gabriel-Joseph Gros, Le bouquet de la mariée, Marcel Saultier, Paris, 1945 (30 lithographies, pointes sèches ou eaux-fortes par Maurice Asselin, Michel Ciry, Jean-Joseph Crotti, Hermine David, René Demeurisse, André Derain, Othon Friesz, Édouard Goerg, Edmond Heuzé, Marie Laurencin, Robert Lotiron, André Marchand, Kostia Terechkovitch, Louis Touchagues, Louis Valtat).
- André Guilmin (présentation de Raymond Escholier), À la manière de…, 20 planches couleurs par Gus Bofa, Hermine David, André Dignimont, André Dunoyer de Segonzac, Chas Laborde, Jean-Émile Laboureur, Mariette Lydis, Berthold Mahn, Imprimerie Marcel Besson, Grenoble, 1945.
- Jean Faurel, La Cité grise, Vigneau, Paris, 1946 (en frontispice pointe-sèche par Hermine David).
- Pierre Ronsard, Joachim du Bellay, Louise Labé, Rémy Belleau, Étienne Jodelle, Agrippa d'Aubigné, Gérard de Nerval, José Maria de Heredia, Sonnets d'amour, frontispice d'André Dunoyer de Segonzac, vignette de titre et bandeau de Robert Bonfils, eaux-fortes de Camille Berg, Michel Ciry, Luc-Albert Moreau, Jean-Gabriel Daragnès, Jean Frélaut, Maurice Savin, André Jacquemin, Demetrios Galanis, Henri Vergé-Sarrat, Jacques Boullaire, Roger Wild, Jean-Eugène Bersier, Hermine David, Marie Laurencin, Henry de Waroquier, Édouard Goerg, André Dignimont et Yves Brayer, 326 exemplaires numérotés, Compagnie française des arts graphiques, Paris, 1943.
- François Mauriac, Henri Mondor, Jean Giraudoux, Thierry Maulnier, Jean Paulhan, Jacques de Lacretelle, Gabriel Marcel, Paul Éluard, Pierre Mac Orlan, Jean Cassou, Pierre Bost, Georges Pillement, Georges Ribemont-Dessaignes, Max Jacob, Alternances, 16 eaux-fortes originales par Marie Laurencin, Henri Matisse, Édouard Goerg, Jean Cocteau, André Lhote, Hermine David, Henry de Waroquier, Jacques Villon, Valentine Hugo, Jean-Gabriel Daragnès, André Dignimont, Robert Lotiron, Pierre Dubreuil, Roger Vieillard, Jacques Maret, 300 exemplaires numérotés, Éditions Le Gerbier, 1946.
- Benjamin Constant, Adolphe, Hazan, Paris, 1948 (14 pointes sèches par Hermine David).
- Mary Webb, Sarn, Creuzevault, Paris, 1948 (12 pointes-sèches par Hermine David).
- Fanny de Blankstein, Prismes, Maurice Derantière, Paris, 1950 (couverture et frontispice par Hermine David).
- Gustave Flaubert, Madame Bovary, Les Editions nationales, 1950 (10 illustrations par Hermine David).
- Marcel Proust, Un amour de Swann, Gallimard, 1951 (12 illustrations hors-texte par Hermine David).
- Marie de L'Aigle, Rencontres dans Rome, Darantière, Paris, 1952 (6 illustrations par Hermine David).
- Vercors, Le silence de la mer - La marche de l'étoile - Les armes de la nuit, Terres Latines, Bruxelles, 1952 (7 planches dont frontispice par Hermine David).
- Marie Noël, L'Âme en peine, Stock, Paris, 1954.
- Victor Hugo, Actes et paroles - Mes fils - Testament (2 volumes, tomes XXIV et XXV des Œuvres complètes), Martel, Givors, 1954-1955 (Dans chaque volume, 15 illustrations dont un portrait de Victor Hugo par Hermine David).
- André Gillois, L'Art d'aimer à travers les âges (3 volumes), Vial, Paris, 1954-1955 (12 eaux-fortes dont une par Hermine David).
- Marie Noël, Le jugement de Don Juan - Miracle, Stock, Paris, 1955 (en frontispice eau-forte d'Hermine David).
- Sigrid Undset, Printemps, Rombaldi, 1962 (8 illustrations par Hermine David).
- Vingt fables de La Fontaine (sous la direction de Jean Cassou, au profit de la Croix-Rouge française), lithographies originales par Yves Alix, Alexander Calder, Cassandre, Jules Cavaillès, Antoni Clavé, Paul Colin, Lucien Coutaud, Salvador Dali, Hermine David, André Dunoyer de Segonzac, Valentine Hugo, Félix Labisse, Jacques Lagrange, André Marchand, Édouard Pignon, Dom Robert, Georges Rohner, Marc Saint-Saëns et Louis Touchagues, 41 exemplaires numérotés, éditions C. de Acevedo, 1966.

## Expositions

### Salons et expositions collectives
- Salon des artistes français, Paris, 1901[14].
- Salon de l'Union des femmes peintres et sculpteurs, Paris, 1904[15].
- The fifteenth international water colors exhibition - Water colors, pastels, drawings and monotypes by Hermine David, André Dunoyer de Segonzac, Jean Dufy, Henri Farge, Jean Lurçat, Aristide Maillol, Jules Pascin, Georges Rouault, Paul Signac, Henri Vergé-Sarrat, Maurice de Vlaminck, Art Institute of Chicago, mars-mai 1916.
- Salon des indépendants, Paris, 1922[16], 1923.
- Salon des Tuileries, Paris, 1924[17], 1925[18], 1944.
- Salon d'automne, Paris, 1924[19].
- Galerie Le Nouvel Essor, Paris, 1927, avec Marie Laurencin et Jane Berlandina.
- Galerie Jacquart, Paris, avec Marie-Laurencin et Jane Berlandina.
- International Water Colour Exhibition, Art Institute of Chicago, avril-mai 1931[20], mars-juin 1935[21], mars-mai 1936[22].
- Exposition des Femmes Artistes Modernes au théâtre Pigalle en 1932[23], à la Galerie Bernheim en 1935, 1936[24]et à l'esplanade des Invalides en 1937[25].
- Paintings by three women painters - Hermine David, Natalia Gontcharova, Alice Halicka, Arts Club of Chicago, Chicago, 1935.
- Œuvres de femmes - Hermine David, Adrienne Jouclard, Marie Laurencin, Marthe Lebasque, Mela Muter, Suzanne Valadon, Galerie Bernheim, Paris, mars 1936[26].
- Les femmes artistes d'Europe exposent au Jeu de Paume, Jeu de Paume, Paris, février 1937.
- Exposition universelle, Paris, mai-novembre 1937[27].
- Palais de Tokyo, Salle II , 1944, à l'occasion du 60è salon de l'Union des femmes peintres et sculpteurs[28].
- Biennale de Deauville, 1965.
- Richesses de la bibliothèque de Nantes (estampes), Bibliothèque de Nantes, 1965.

### Expositions personnelles
Les expositions ont été très nombreuses surtout à Paris, mais aussi à la Library of Congress Washington et à l'Art Institute de Chicago dans les années 1930.
- Galerie Berthe Weill, 1923.
- Galerie Joseph Brummer, New York, 1924.
- Galerie Eugène Druet, Paris, octobre 1925 (catalogue).
- Galerie Vildrac, Paris, novembre-décembre 1928[29].
- Galerie Colette Weil, Paris, 1930[30].
- Baléares - Peintures, gouaches, aquarelles, dessins, Galerie M. P. Trémois, Paris, 1930[31],[16].
- Université de Chicago (Illinois), 1930.
- Galerie Lucie Krohg, expositions régulières dans les années 1930 et jusqu'en 1960.

## Réception critique et témoignages
« Toutes les qualités du graveur, pour qui le noir et le blanc offraient déjà les ressources de la couleur, semblent encore amplifiées par la rareté des tons, leur rapprochement inattendu et la fraîcheur incomparable de l'ensemble. Des coins de port sur la Méditerranée, des maisons de Paris à six étages, égayées par le vert ingénu des arbres, le joli dessin d'un nuage, des villes du Midi pleines d'ombres et de mystère, avec leurs passants endimanchés, une femme à la fenêtre, une madone encastrée dans un pan de mur, tels sont les sujets où sa fantaisie se donne le plus souvent libre cours. L'arabesque des lignes, l'invention dans la forme, la liberté, la grâce, sont autant de qualités qui font d'Hermine David une des meilleures femmes-peintres de ce temps. »

— Jean de Gaigneron

« C'est peut-être lorsqu'ils se dessinent sur les maisons d'une avenue, sur l'architecture d'un édifice, que les arbres d'Hermine David acquièrent toute la plénitude de leur charme. Une petite villa enfouie dans son jardin, ou le boulevard Raspail lorsque les arbres sont en fleurs, sont pour elle le prétexte à un hymne au printemps, à la joie, à l'amour. Elle sait mettre tant d'enthousiasme, de passion, dans cette naissance et cet épanouissement des fleurs et de la verdure, qu'on ne peut rester insensible, on est conquis. À cette divinisation d'un sens secret du paysage s'ajoute une science exquise de l'exotique et du rétrospectif. C'est justement ce goût de l'exotisme qui fait, qu'ayant été aux Baléares, elle en a rapporté toute une série d'œuvres remarquables. »

— Georges Pillement

« Hermine David. Subtile artiste, toute de sensibilité frémissante, d'ingénuité vraie et d'une charmante invention poétique ; de plus, femme délicieuse et douce, avec ce regard distendu qui laisse incertain sur son orientation, conférant à ce personnage un peu irréel une absence qui ajoute à l'attraction qu'il opère. »

— Michel Ciry

## Collections

### Collections publiques
- En France :
  - Musée du Luxembourg, Paris.
  - Musée national d'art moderne, Paris.
  - Cabinet des estampes de la Bibliothèque nationale de France, Paris.
  - Musée d'art moderne Richard Anacréon, Granville.
  - Musée d'art et d'histoire de Narbonne.
  - Manufacture nationale de Sèvres.
  - Bibliothèque municipale de Nantes.
  - Fonds national d'art contemporain.
  - Centre national des arts plastiques.
- Dans le Monde :
  - Musée de Delmenhorst, Allemagne.
  - Musée des beaux-arts d'Alger.
  - Rose Art Museum (Université Brandeis de Waltham, Massachusetts).
  - American Art Association de New York.
  - Musée des beaux-arts de San Francisco.
  - The Phillips Collection, Washington.
  - Musée national des beaux-arts du Québec, Québec[33]
  - Musée des beaux-arts du Canada, Ottawa.
  - Tate Gallery, Londres.
  - Musée Ateneum, Helsinki.
  - Galerie nationale des beaux-arts, Sofia.
  - Les collections Takahata, Japon.
  - Musée du Petit Palais, Genève.

### Collections privées
- Henri Braun-Adam[34].

## Expositions rétrospectives
- Hermine David - Peintures, aquarelles, dessins, émaux, Galerie Abel Rambert, 38 rue de Seine, Paris, 1980.
- Hermine David, peintre et graveur, Médiathèque Valery Larbaud, Vichy, mai-juillet 1998 (catalogue).
- Dessins de Jules Pascin, Hermine David, Jean Peské et Geer Van Velde, Galerie Péreire, Paris, juin-juillet 2007.
- Peintures et dessins d'Hermine David, Galerie nationale des beaux-arts de Sofia (Bulgarie), 2013.
- Femmes-artistes, artistes-femmes, Fondation nationale des arts graphiques et plastiques, Paris, mars-mai 2013.
- Galerie des Trois ormeaux, Aix-en-Provence, décembre 2013-janvier 2014.